# Lovely (singel Billie Eilish i Khalida)
Lovely (stylizowany zapis: lovely) – utwór muzyczny amerykańskich piosenkarzy Billie Eilish oraz Khalida. Wydany 26 kwietnia 2018 roku za pośrednictwem wytwórni Interscope Records.
Piosenka osiągnęła 64 miejsce na amerykańskiej liście Billboard Hot 100 i znalazła się w pierwszej czterdziestce w kilku innych krajach. „Lovely” otrzymał kilka nagród, w tym sześciokrotną platynę od Australijskiego Stowarzyszenia Przemysłu Nagraniowego.

## Teledysk
Taylor Cohen i Matty Peacock wyreżyserowali teledysk, który został zamieszczony na oficjalnym kanale Eilish na YouTube 26 kwietnia 2018 roku. Zaczyna się z Eilish uwięzioną w szklanym pudełku. Khalid pojawia się wtedy za nią, nosząc pasujące do siebie czarne ubrania i srebrne łańcuszki, gdy śpiewa z nią. Eilish i Khalid zaczynają wędrować ze znużeniem po pudle. Pojedyncza chmura deszczowa wyzwala wtedy deszcz i grzmoty. Piosenkarze czasem się rozdzielają, ale udaje im się odnaleźć drogę powrotną do siebie. Deszcz z chmury zaczyna zamarzać w pudełku, a lód pokrywa ściany, gdy Khalid i Eilish trzymają się nawzajem. Ale gdy film zbliża się do końca, lód topnieje, ukazując, że pudełko jest puste.
Film osiągnął 1 miliard wyświetleń w marcu 2020 r. i od listopada 2022 ma ponad 1,6 miliarda wyświetleń.

## Występy na żywo
Billie Eilish i Khalid zaśpiewali utwów na Coachella Valley Music and Arts Festival w kwietniu 2019 roku.

## Certyfikaty
| Region                       | Orzecznictwo | sprzedaż  |
| ---------------------------- | ------------ | --------- |
| Australia (ARIA)             | 9× Platyna   | 630 000   |
| Austria (IFPI Austria)       | 2× Platyna   | 60 000    |
| Brazylia (Pro-Música Brasil) | Złoto        | 20 000    |
| Kanada (Music Canada)        | 4× Platyna   | 320 000   |
| Dania (IFPI Danmark)         | 2× Platyna   | 180 000   |
| Francja (SNEP)               | Platyna      | 200 000   |
| Niemcy (BVMI)                | Platyna      | 400 000   |
| Włochy (FIMI)                | Platyna      | 50 000    |
| Meksyk (AMPROFON)            | 3× Platyna   | 180 000   |
| Nowa Zelandia (RMNZ)         | 2× Platyna   | 60 000    |
| Norwegia (IFPI Norway)       | 3× Platyna   | 180 000   |
| Polska (ZPAV)                | Diament      | 250 000   |
| Portugalia (AFP)             | 4× Platyna   | 40 000    |
| Wielka Brytania (BPI)        | 2× Platyna   | 1 200 000 |
| Stany Zjednoczone (RIAA)     | 2× Platyna   | 2 000 000 |

## Personel
Opracowano na podstawie informacji z Tidala.
- Billie Eilish – wokal, autorka tekstu
- Khalid – wokal, autor tekstu
- Finneas O’Connell – producent, autor tekstu
- John Greenham – inżynier masteringu